# Capacidad de combustible máxima
La capacidad de combustible máxima, o sencillamente capacidad de combustible, es una característica propia del vehículo motorizado, ya sea terrestre, aéreo o marino, que indica la cantidad máxima de combustible que puede transportar para uso propio. Siendo aplicada a los motores de combustión (interna y de reacción), no forma parte de las características de los vehículos eléctricos, pero sí de los vehículos híbridos.

## Definición y características
A diferencia de otros valores máximos, como velocidad, peso o altura de vuelo, esta característica no pertenece a los valores a no superar, ya que la capacidad del depósito de combustible es fija. En el caso de depósitos auxiliares, más comunes en embarcaciones y ciertos tipos de aeronaves, la capacidad de combustible máxima indicada en la ficha del vehículo suele incluir solo el depósito integrado en su estructura. Si bien, en vehículos en los que el uso de tanques auxiliares es común (como en las aeronaves diseñadas especialmente con su uso en mente), este valor puede reflejar la adición de ambos datos (por ejemplo, en el caso del helicóptero ligero Robinson R22 se menciona una capacidad máxima de 100 litros, de los que 64 corresponden a la capacidad interna y 36 a la del tanque auxiliar, que en la mayoría de configuraciones forma parte de esta aeronave).
La capacidad de combustible máxima, que suele darse en unidades de volumen de líquidos (litros o galones), aunque en ciertos supuestos también en unidades de peso, es un dato necesario para conocer la eficacia del vehículo en comparación con otros de la misma categoría. Pilotos de aeronaves la utilizan para calcular el máximo de vuelo con el peso combinado de pasaje y equipaje. Siendo un valor máximo de un material con un peso propio, lo normal es que se cargue menos para trayectos que no requieren los depósitos llenos y así posibilitar un mayor peso de la carga. En algunos vehículos se indica junto al dato también el tipo de combustible, sobre todo cuando no está claro (como en el caso de los vehículos de diésel).
Muchas veces se habla de la autonomía de combustible, es decir el tiempo máximo que el vehículo puede permanecer en movimiento, derivado de la capacidad del combustible en velocidad media.
Siendo un dato fijo para la operación del vehículo, muchas veces se menciona como «capacidad de combustible» o «tanque de combustible», obviando la palabra «máxima». 

#### Fines regulatorios
Adicionalmente a su significado para los pilotos y personal de los distintos medios de transporte, la capacidad de combustible máxima es un dato imprescindible para la regulación en distintos campos. Por ejemplo, una capacidad máxima superior a 5 galones convertiría a una aeronave ultraligera en una LSA. No se trata solo de vehículos, también es un dato que consta en las especificaciones de otros aparatos que utilizan combustible, como es el caso de las chimeneas de alcohol, entre otros.

## Ejemplos
- Boeing 777-300: Entre 117 348 y 181 283 litros  (depende del modelo);[7]
- Airbus A320: 24 000 galones;[8]
- ARC Gorgona (buque de investigación hidrográfica): 23 000 galones (diésel); autonomía de combustible de 65 días;[2]
- Pelicano (sistema UAV de Indra Sistemas): 70 litros.[3]